# 鵜渡根島
鵜渡根島（うどねじま）は、伊豆諸島の利島と新島の間に位置する無人島。行政区画は東京都新島村に属する。富士箱根伊豆国立公園に含まれる。

## 地理
鵜渡根島は新島の北方約4.5kmに位置する島である。面積は0.3km2から0.4km2である。島の周囲は切り立った崖に囲まれており、平地はほとんど無い。直径2～3km程度の海底火山噴火口の北縁の一部であり、火山島とされるが、噴火の記録はない。島は、流紋岩系統の岩石と火山灰から構成されているとされていたり、玄武岩から構成されるとされることもあり、組成ははっきりとしない。
島の名は、島内に祀られている鵜渡根后明神に由来する。天保郷帳には「うとね」と記載されている。

## 歴史
江戸時代までは無人島とされており、『島嶼及び沿岸の小地名と生業の関わりについて』の著者である佐々木貴裕によれば『新島村史　資料編１』「宝暦四年二月　網場規定帳」および段木一行の『伊豆七島文書を読む』「新島漁業配分書」に記載のあるように、当時の新島の本村集落・若郷集落間で漁業権に関わる争論が起こり、妥協案として「三十一網場」を策定した際に、鵜渡根島南部の漁業権を若郷集落が得ていることが分かる。また、同時期に若郷側の漁師が鵜渡根島沿岸で利島の漁船に捕縛されていること、「新島漁業配分書」で島の南部に網場地名が密集して存在することから、鵜渡根島北部の漁業権は利島側にあったのではないかと推定されている（現在は島の全域が新島村に属する）。
明治時代には新島から移住した島民1名ないし2名が養蚕を営んで生活していたこともある。移住者は、島の頂上部に存在する僅かな平坦地に小屋を建て、雨水に頼って生活していたとされる。伊豆諸島の中で、かつて有人島でありながら無人島化してしまった記録が残る3島（鵜渡根島、鳥島、八丈小島）のうちの1島であり、これらの中で最も小さく文献も乏しい島である。『幻島図鑑』の著者である清水浩史によれば、鵜渡根島に人が居住していたという記録としては1933年（昭和8年）に刊行された『新島大観』の一文のみが確認されているだけである。この記録では、鵜渡根島に人が居住したのは1893年（明治26年）から1904年（明治37年）の11年の間に1名が、1年の内、3月から7月の間の期間居住を行っていたとされる。清水は、この居住者の子孫に取材をしており、その取材では、前述の「新島大観」と異なり、居住した期間は2、3年程度で、2名で居住していたという口伝を聞いている。
1935年（昭和10年）12月28日、沖合で操業していた小田原少年刑務所浦賀刑務支所の漁撈訓練船「第2快天丸」が座礁。職員13人、少年受刑者19人（うち1人死亡）が鵜渡根島に上陸して3日後に救助された。この際には既に無人島になっていた。

## 漁場として
島の近海は好漁場となっている。本島には磯場が点在し、尾長メジナ、イシダイ、イシガキダイ、モロコ、カンパチ、ヒラマサ、マグロ、カジキ、イサキ、シマアジなどの大型魚が釣れるため、釣り人が渡船を使ってしばしば上陸する。しかしこの周辺の海域は時化やすく、年に50回くらいしか渡礁できない。御蔵島から利島に移り住んだミナミハンドウイルカが当島周辺や式根島、新島等にも住み着いている。